# Grégoire Ahongbonon
Grégoire Ahongbonon (Benin, 1953) è un filantropo beninese, fondatore nel 1994 dell'associazione "Saint Camille de Lellis", dedicata alla cura dei malati di mente in Africa.

## Biografia
Nato da una famiglia di contadini a Ketoukpe, un piccolo villaggio del Benin, ed emigrato in Costa d'Avorio è sposato e ha sei figli. Da 35 anni raccoglie dalla strada malati psichici, ospitati e curati gratuitamente tra Costa D'Avorio, Togo, e Benin. Nel contesto sociale africano i disturbi mentali vengono addebitati agli spiriti maligni, e i malati di questo tipo sono isolati e spesso trascorrono le loro giornate incatenati agli alberi.
Ahongbonon non aveva frequentato la scuola; dopo avere fatto il gommista, aveva gestito una piccola compagnia di taxi, ma l'esperienza si era conclusa negativamente, lasciandolo privo di mezzi e sull'orlo del suicidio. Nel 1982, dietro suggerimento del suo padre spirituale Joseph Pasquier, si era recato a Gerusalemme: tornato dal viaggio trasformato interiormente, avendo ritrovato la fede cattolica da cui si era allontanato, aveva incontrato alla periferia di Bouaké il primo malato, Étienne, infermo di mente, che vagava nudo e abbandonato da tutti, e in lui aveva colto la presenza di Gesù, prendendosene cura.
Sostenuto e guidato dalla preghiera, Ahongbonon è aiutato dalla famiglia e da volontari, religiosi e laici. Tramite i centri di accoglienza dell'associazione "Saint Camille de Lellis", da lui fondata, appartenente alla Grande Famiglia di San Camillo, ha aiutato decine di migliaia di malati psichiatrici, restituendo loro una vita dignitosa.